# Марк Емілій Лепід (консул 126 року до н. е.)
Марк Емілій Лепід (170 — після 126 року до н. е.) — політичний, державний та військовий діяч Римської республіки, консул 126 року до н. е.

## Життєпис
Походив з патриціанського роду Еміліїв. Син Марка Емілія Лепіда, консула 158 року до н. е. 
Про діяльність мало відомостей — у 129 році до н. е. був претором, а у 126 році до н. е. обрано консулом разом з Луцієм Аврелієм Орестом.
Всиновив Мамерка Емілія Лепіда Лівіана, майбутнього консула 77 року до н. е.